# Beromünster
Beromünster (ⓘ; bis 1934 Münster, schweizerdeutsch Möischter) ist eine Einwohnergemeinde im Schweizer Kanton Luzern. Sie gehört zum Wahlkreis Sursee.
Beromünster besteht aus zwei Siedlungskernen, dem Flecken und dem Stift Beromünster und umfasst seit 2004 auch Schwarzenbach, seit 2009 Gunzwil und seit 2013 Neudorf. Die schon vor der Stiftsgründung bestehende Siedlung entwickelte sich zum Zentrum der Stiftsherrschaft, Marktflecken, Zentrum verschiedener Landzünfte, Gerichts- und Amtshauptort sowie zur luzernischen Zollstation und wird daher traditionell als «Flecken» bezeichnet.

## Geographie
Beromünster liegt im oberen Bereich des Wynentals und wird von der Wyna durchflossen. Bis auf kleine Bereiche am Ufer der Wyna und einen Teil des Waldes Wiholz im Süden des Orts ist das ganze Gemeindegebiet gerodet. Vom gesamten Gemeindeareal sind 68,2 % landwirtschaftliche Nutzfläche, 21,6 % Wald und Gehölz und 9,6 % Siedlungsflächen (Stand 2015/16).
Die früher selbständige Gemeinde Schwarzenbach (662 m ü. M.; 3,2 km nordnordöstlich von Beromünster) bildete seit der Vereinigung mit Beromünster am 1. September 2004 und bis zur Fusion mit Gunzwil am 1. Januar 2009 eine Exklave. Die Ortschaft liegt auf dem nördlichen Ausläufer des Erlosen zwischen Wynen- und Seetal. Der Ostabhang des Erlosen Richtung Seetal ist noch teilweise stark bewaldet. Neben dem eigentlichen Dorf Schwarzenbach gibt es die Weiler Lüsch (im Norden), Grüt (im Nordosten) und die Häusergruppe Rüti (im Südsüdosten). Westlich des Dorfes entspringt der Schwarzebach, der nach kurzem Lauf in die Wyna fliesst.
Beromünster grenzt an die Gemeinden Eich, Ermensee, Geuensee, Hildisrieden, Hitzkirch, Rickenbach LU, Römerswil (Ortsteil Herlisberg), Schenkon und Sempach im Kanton Luzern sowie an die Gemeinden Beinwil am See und Menziken im Kanton Aargau.

## Bevölkerung
Ende 2022 zählte die Gemeinde 6701 Einwohner. Davon waren 5867 Schweizer Staatsangehörige und 834 (= 12,4 %) Ausländer. Die Bevölkerungsentwicklung der Gemeinde in den heutigen Grenzen (alte Gemeinden Beromünster, Gunzwil, Neudorf und Schwarzenbach) zeigt folgende Tabelle:
| Jahr      | 2000 | 2010 | 2011 | 2012 | 2013 | 2014 | 2015 | 2016 | 2017 | 2018 | 2019 | 2020 | 2021 | 2022 |
| --------- | ---- | ---- | ---- | ---- | ---- | ---- | ---- | ---- | ---- | ---- | ---- | ---- | ---- | ---- |
| Einwohner | 5506 | 5861 | 5963 | 6033 | 6112 | 6234 | 6445 | 6517 | 6478 | 6580 | 6624 | 6661 | 6702 | 6701 |

| Bevölkerungsentwicklung Ortsteil Schwarzenbach | Bevölkerungsentwicklung Ortsteil Schwarzenbach |
| Jahr                                           | Einwohner                                      |
| ---------------------------------------------- | ---------------------------------------------- |
| 1850                                           | 189                                            |
| 1870                                           | 196                                            |
| 1888                                           | 169                                            |
| 1900                                           | 183                                            |
| 1920                                           | 179                                            |
| 1941                                           | 178                                            |
| 1960                                           | 182                                            |
| 1970                                           | 188                                            |
| 1980                                           | 204                                            |
| 1990                                           | 208                                            |
| 2000                                           | 233                                            |
| 2004                                           | 231                                            |

| Bevölkerungsentwicklung Ortsteil Beromünster | Bevölkerungsentwicklung Ortsteil Beromünster |
| Jahr                                         | Einwohner                                    |
| -------------------------------------------- | -------------------------------------------- |
| 1798                                         | 0939                                         |
| 1837                                         | 1071                                         |
| 1860                                         | 1198                                         |
| 1900                                         | 0973                                         |
| 1930                                         | 1190                                         |
| 1950                                         | 1434                                         |
| 1960                                         | 1443                                         |
| 1970                                         | 1552                                         |
| 1980                                         | 1836                                         |
| 1990                                         | 2094                                         |
| 2000                                         | 2358                                         |
| 2004                                         | 2301                                         |

### Bevölkerungsentwicklung
Die Bevölkerung von Beromünster (Ortsteil) wuchs von 1798 bis 1860 an (+ 27,6 %). Dann war bis 1900 eine Abnahme zu verzeichnen (1860–1900: – 18,8 %), anschliessend nahm die Bevölkerung bis 1930 wieder auf den Stand von 1860 zu (1900–1930: + 22,3 %). Danach wuchs sie bis ins Jahr 2000 (mit Ausnahme der 1950er-Jahre) stark an (1930–2000: + 98,2 %).
Die Bevölkerung von Schwarzenbach stieg zwar leicht von 1850 bis 1870 und sank dann bis 1888 auf ihr historisches Tief. Sie blieb ansonsten bis 1970 stets im Bereich zwischen 171 und 188 Einwohnern. Bis ins Jahr 2000 gab es, mit Ausnahme der 1980er-Jahre, ein starkes Wachstum (1970–2000: + 23,9 %). Seither stagniert die Einwohnerzahl.

### Sprache
Die Bevölkerung spricht als Alltagssprache eine hochalemannische Mundart. Bei der letzten Volkszählung im Jahr 2000 ergab sich folgendes Bild:
- Gemeinde Beromünster

Es gaben 90,1 % Deutsch, 4,6 % Albanisch und 2,1 % Serbokroatisch als Hauptsprache an.
- Ortsteil Schwarzenbach

Es gaben 96,57 % Deutsch, 1,72 % Italienisch und 0,86 % Französisch als Hauptsprache an.

### Religionen – Konfessionen
Früher waren alle Bewohner Mitglied der römisch-katholischen Kirche. Heute sieht die religiöse Landschaft wie folgt aus (Stand 2000):
- Ortsteil Beromünster

80,41 % römisch-katholische, 7,08 % evangelisch-reformierte und 1,91 % orthodoxe Christen. Daneben 5,47 % Muslime und 2,80 % Konfessionslose.
- Ortsteil Schwarzenbach

77,68 % römisch-katholische, 14,59 % evangelisch-reformierte und 1,72 % freikirchliche Christen. Daneben 3,86 % Konfessionslose und 1,29 % Muslime.
- Gemeinde Beromünster

80,16 % römisch-katholische, 7,76 % evangelisch-reformierte und 1,74 % orthodoxe Christen. Daneben 5,09 % Muslime und 2,89 % Konfessionslose.

### Herkunft – Nationalität
Ende 2022 waren von den 6701 Einwohnern 5867 Schweizer und 834 (= 12,4 %) Ausländer. Die Einwohnerschaft bestand aus 87,6 % Schweizer Staatsbürgern. Ende 2022 stammten die ausländischen Einwohner aus Deutschland (181 Personen), dem Kosovo (154), Portugal (77), Italien (76), Nordmazedonien (20) und Serbien (19). 191 Personen stammten aus dem übrigen Europa, und 111 waren aussereuropäischer Herkunft. 5 Personen waren staatenlos oder unbekannter Herkunft.

## Geschichte

Luftbild aus 300 m von Walter Mittelholzer (1923)

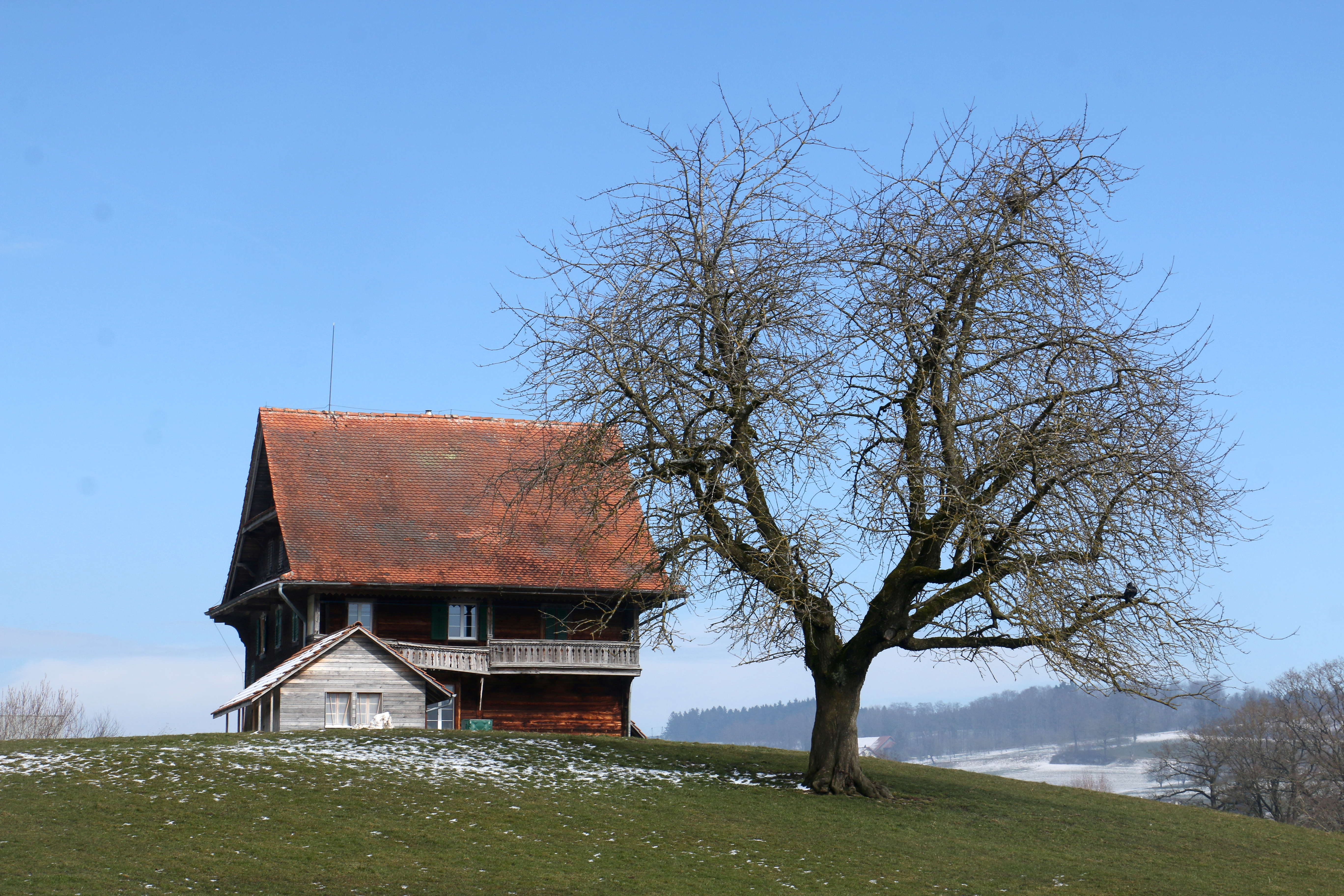
Der Dolderhof in Beromünster

### Ortsname
In der Alten Eidgenossenschaft war die Bezeichnung Münster im Aargau bis zum Ende des 18. Jahrhunderts zur Unterscheidung üblich. Bis 1934 hiess die Gemeinde offiziell Münster. Nach dem Bau des Landessenders Beromünster (1931) wurde die Ortschaft in Beromünster umbenannt, um sie auf der Radio-Senderskala von der Mittelwellenrundfunk-Station Münster in Westfalen zu unterscheiden. Hätte die Gemeinde dem Namenswechsel nicht zugestimmt, wäre der in der Gemeinde Gunzwil gelegene Landessender nach dem nahen Städtchen Sursee benannt worden. Namensgebend war das im Ort gelegene Chorherrenstift Beromünster, das der Legende nach von Graf Bero von Lenzburg in Erinnerung an seinen Sohn Adalbert, der im Zweikampf mit einem Bären gestorben war, erbaut worden sein soll.

### Flecken
Die Begriffe Flecken (Marktflecken) bezeichneten Siedlungen zwischen Stadt und Dorf mit politischen, wirtschaftlichen und religiös-kulturellen Zentrumsfunktionen. Sie verfügten nicht über ein umfassendes Stadtrecht, sondern hatten einzelne Privilegien. Beromünster hatte z. B. das Markrecht, aber kein Recht auf Befestigung (Stadtmauer). Als Flecken galten Ortschaften wie Appenzell, Altdorf, Schwyz, Glarus oder Beromünster. Beromünster wurde spätestens seit 1555 als Flecken bezeichnet (vergl. Stiftsarchiv StiAB.01.02.47.19). Der Merian-Stich von 1642 titelte «Der Flecken und Stift Münster im Argaw». Im Beromünster meinte Flecken neben dem Stift die damalige ganze Siedlung und bezeichnete ein Rechtsgebiet, das vom Fleckenammann, Fleckenrat und dem Fleckenschreiber regiert und verwaltet wurde. Im Buch Fleckenrecht von 1600 wurden die Rechte und Pflichten der Bürger vom Luzerner Notar und Stadtschreiber Renward Cysat festgehalten.

### Ereignisgeschichte
Auf dem Gebiet des Chorherrenstiftes bildeten sich die politischen Gemeinden d. h. der Flecken Beromünster und die Dörfer Gunzwil, Neudorf und Schwarzenbach. Aus den Fusionen dieser Ortschaften (2004, 2009 und 2013) entstand die heutige Gemeinde Beromünster mit den Ortsteilen Beromünster, Gunzwil, Neudorf und Schwarzenbach.
In der Nacht vom 11./12. März 1764 zerstörte der sogenannte Fleckenbrand 86 Wohn- und Gewerbebauten sowie sechs Scheunen. Rund 360 Personen wurden obdachlos. Bereits wenige Tage nach dem Brand wurde der zerstörte Ortskern vermessen und neue Pläne für den Wiederaufbau vorbereitet. Innerhalb von vier Jahren war er neu aufgebaut und blieb bis heute grösstenteils unverändert.

### Fusionen

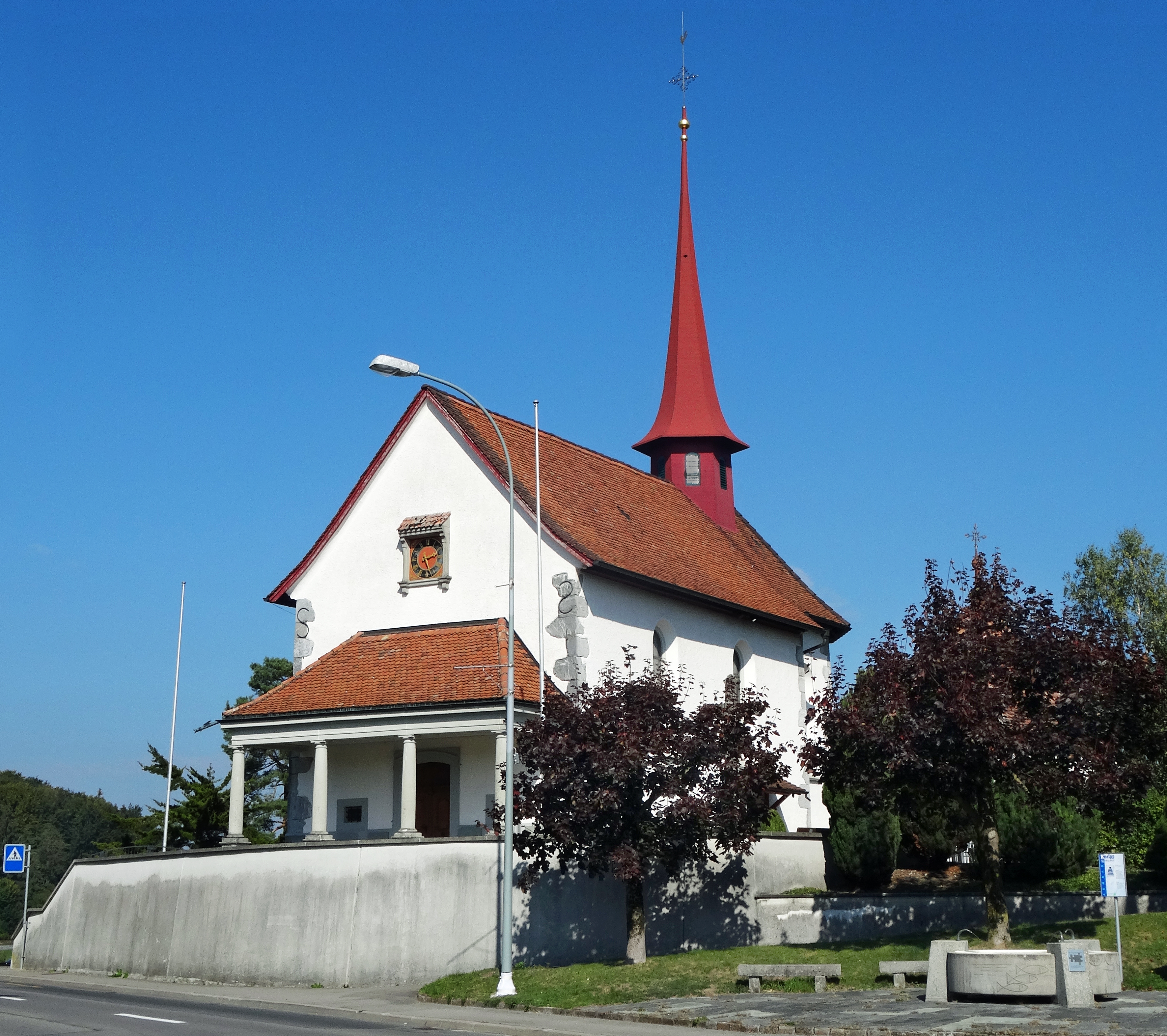
Kirche von Schwarzenbach

Die alte Gemeinde Beromünster fusionierte am 1. September 2004 mit der Gemeinde Schwarzenbach. Am 17. Juni 2007 stimmten die Stimmberechtigten der Gemeinden Beromünster und Gunzwil der Fusion der beiden Gemeinden zu. Diese Fusion wurde per 1. Januar 2009 vollzogen. Im Juni 2011 wurde das Projekt «Michelsamt gemeinsam», das eine Fusion der Gemeinden Beromünster, Neudorf, Pfeffikon und Rickenbach vorsah, nach den Verhandlungen mit dem Kanton gestoppt, da Beromünster den offerierten Kantonsbeitrag von 18 Millionen Franken als zu gering beurteilte. Danach wurden zwei Fusionsprojekte zwischen Beromünster und Neudorf bzw. Rickenbach und Pfeffikon lanciert. Die Fusion von Beromünster mit der südlichen Nachbargemeinde Neudorf erfolgte per 1. Januar 2013. Bei all diesen vollzogenen Fusionen blieb der Name «Beromünster» bestehen.
Am 1. Januar 2015 wechselte die Fläche von 29'069 m² des Weilers Tann von der Gemeinde Beromünster zur Gemeinde Schenkon.

## Politik

### Gemeinderat
Der Gemeinderat Beromünster besteht aus fünf Mitgliedern und ist wie folgt aufgestellt (Stand September 2024):
- Manuela Jost-Schmidiger (Mitte): Gemeindepräsidentin
- Luca Boog (Mitte): Gesellschaft und Soziales
- Maria Conrad-Wey (Mitte): Bildung
- Fabian Kümin (FDP): Finanzen und Steuern
- Lukas Steiger (FDP): Bau und Infrastruktur, Vizegemeindepräsident

### Kantonsratswahlen
Bei den Kantonsratswahlen 2023 des Kantons Luzern betrugen die Wähleranteile in Beromünster: Mitte (mit GenMitte) 45,64 %, SVP 24,39 %, FDP 14,48 %, SP (mit JUSO) 5,42 %, Grüne (mit JG und GrüneKuG) 5,19 % und glp 4,88 %.

### Nationalratswahlen
Bei den Schweizer Parlamentswahlen 2015 betrugen die Wähleranteile in Beromünster: CVP 31,4 %, FDP 26,8 %, SVP 25,3 %, SP 6,2 %, glp 4,3 %, GPS 3,9 %, BDP 1,2 %.
Bei den Schweizer Parlamentswahlen 2019 betrugen die Wähleranteile in Beromünster: CVP 40,4 %, SVP 24,8 %, FDP 14,7 %, Grüne 7,3 %, SP 6,4 %, GLP 5,3 %.
Bei den Schweizer Parlamentswahlen 2023 betrugen die Wähleranteile in Beromünster: Mitte 40,1 %, SVP 28,6 %, FDP 14,0 %, SP 5,5 %, GLP 4,7 %, Grüne 4,1 %, übrige 3,0 %.

## Verkehr

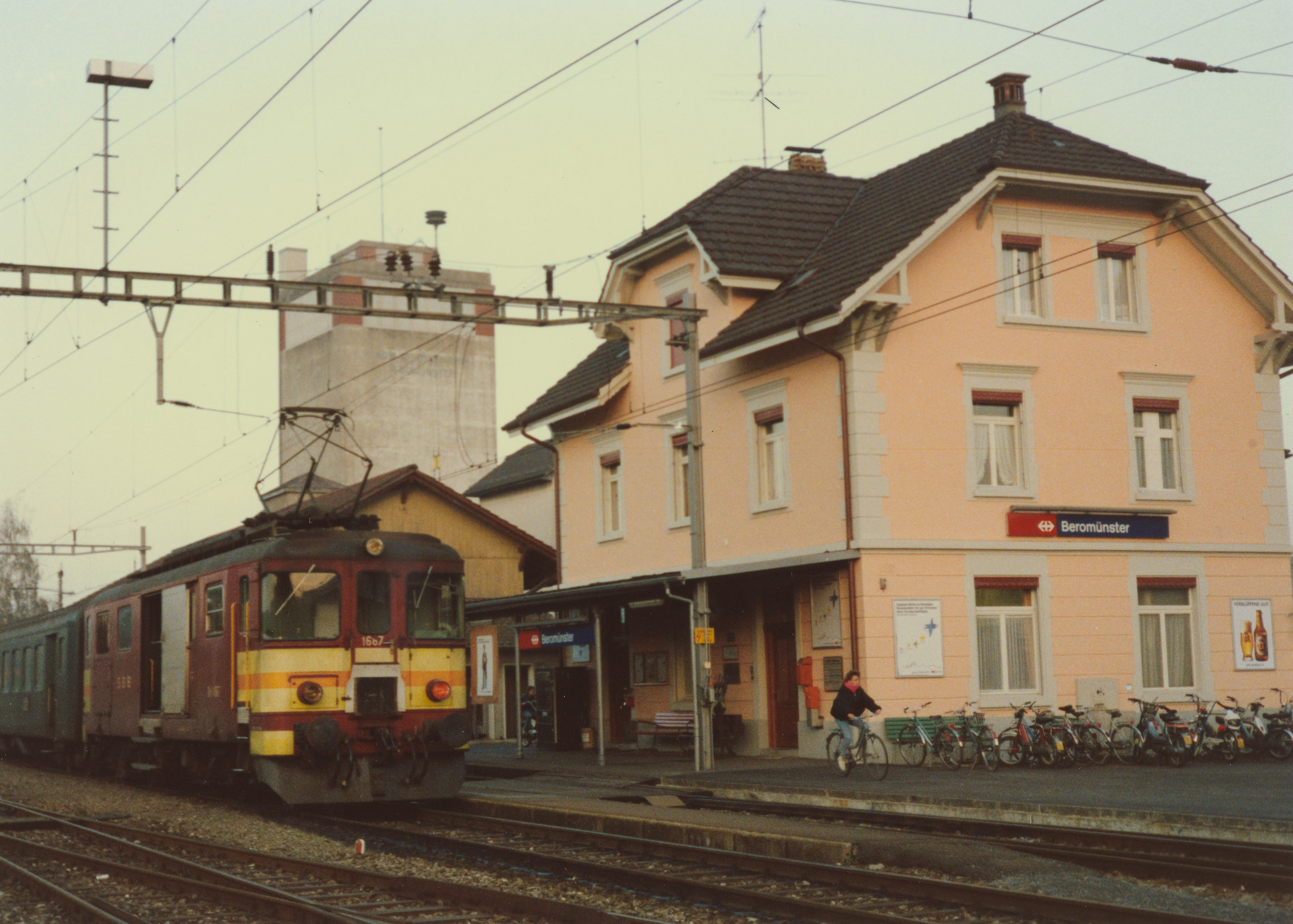
Bahnhof Beromünster, vor der Schliessung 1992

### Öffentlicher Verkehr
In den Jahren 1905/1906 wurde eine Bahn von Reinach AG nach Beromünster gebaut. In Beinwil am See bestand Anschluss an die Seetalbahn. Auf dieser Stichstrecke wurde jedoch 1992 der Personenverkehr eingestellt, und Ende 2007 erfolgte die endgültige Streckenstilllegung. Heute wird Beromünster durch drei Buslinien erschlossen: Beromünster–Beinwil am See (mit Anschluss an die Bahnlinie Luzern–Lenzburg) und Sursee–Schenkon–Beromünster (mit Anschluss in Sursee an die Bahnlinie Luzern–Olten) werden von Postauto betrieben. Die Linie Luzern–Beromünster(–Rickenbach bzw. –Menziken) betreibt die Auto AG Group.

### Strassennetz
Der historische Flecken liegt an den Hauptstrassen Sursee–Reinach AG und Luzern–Aarau. Die historische Hauptgasse soll durch den Bau einer Umfahrungsstrasse entlastet werden. Ein kantonaler Sonderkredit in der Höhe von 70,6 Millionen Franken wurde von den Luzerner Stimmberechtigten am 18. Juni 2023 bewilligt. Der genaue Umsetzungszeitpunkt ist noch nicht definiert. Die nächstgelegenen Autobahnanschlüsse sind Sursee in 10 km und Sempach in 12 km Entfernung – beide an der A2.

### Luftverkehr
Zwischen Sempacher- und Baldeggersee, näher bei Neudorf als bei Beromünster, befindet sich der kleine Flugplatz Luzern-Beromünster mit Graspiste, der von Motor- und Segelfliegern sowie Fallschirmspringern und Helikopterpiloten genutzt wird.

## Bildung
Beromünster ist Sitz der Kantonsschule Beromünster, die in der Nachfolge der alten Stiftsschule steht. Diese wird von knapp 400 Schülerinnen und Schülern besucht, und rund fünfzig Lehrpersonen unterrichten.
Primarschulhäuser hat die Gemeinde in den Ortsteilen Gunzwil, Neudorf, Schwarzenbach und Beromünster. Sekundarschule wird in Beromünster in den Schulhäusern St. Michael I und II unterrichtet.
Im Juni 2024 erhielt die Gemeinde von der UNICEF das Label «kinderfreundliche Gemeinde». In einem Aktionsplan 2024–2027 legte die Gemeinde fest, wie sie Kinder und Jugendliche mehr in der Gemeinde einbinden will.

## Stift Beromünster

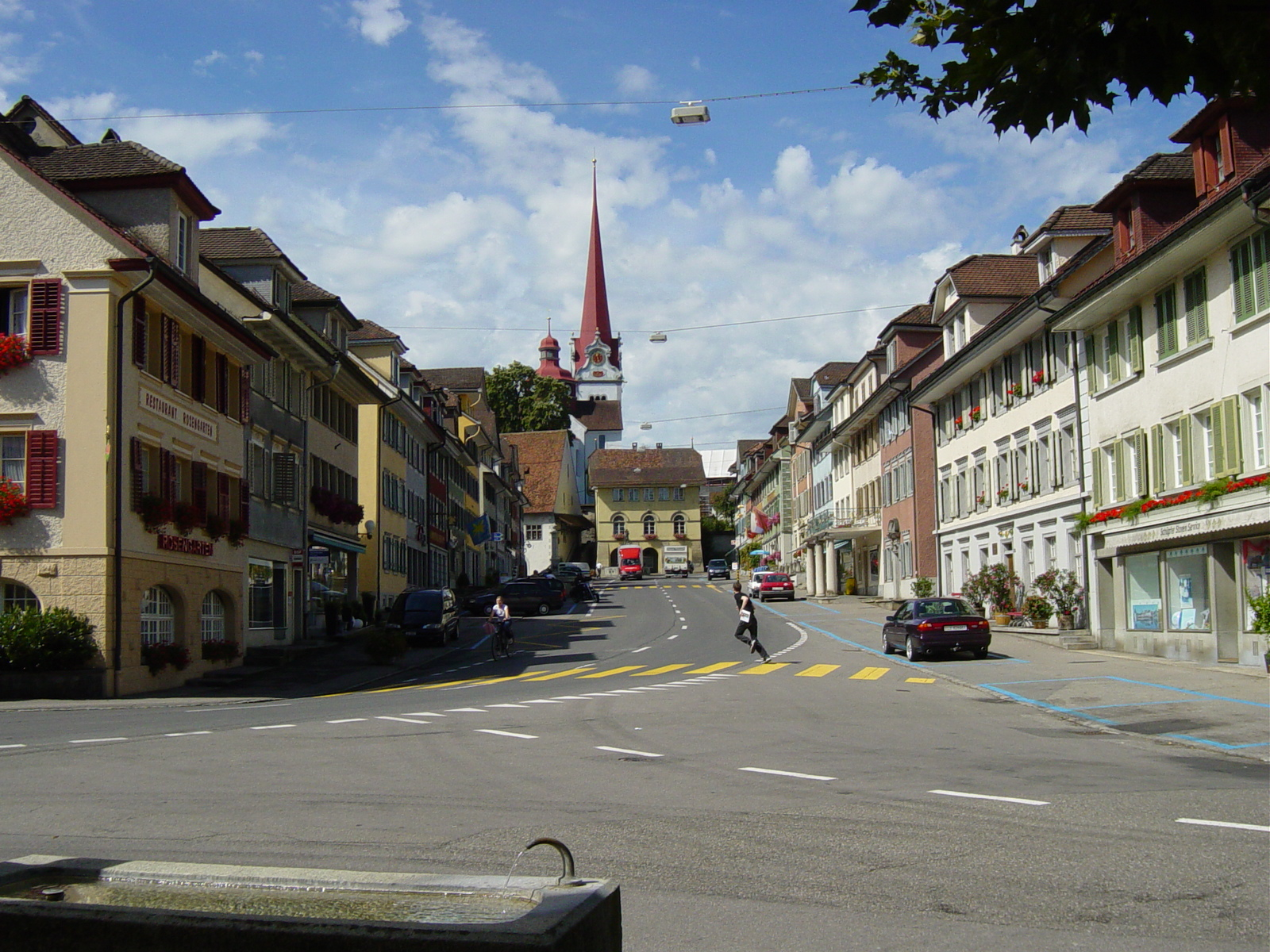
Flecken: Das Zentrum von Beromünster

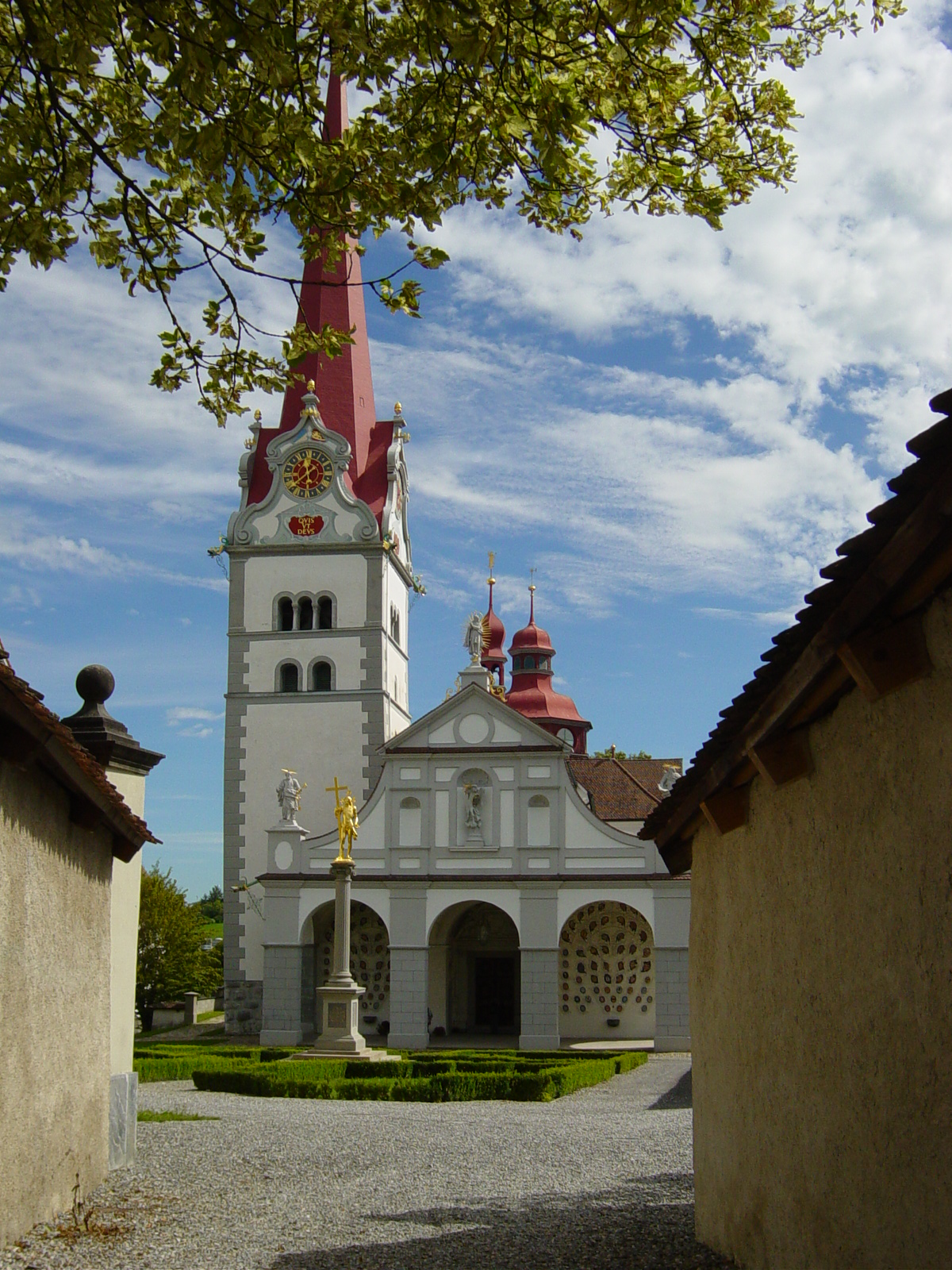
Stiftskirche St. Michael Beromünster

Das im Jahr 1036 von den Grafen von Lenzburg neu gegründete und heute noch bestehende Kollegiatstift besass bis 1798 weltliche und kirchliche Rechte in einer ausserordentlichen Dichte und galt als eine der reichsten geistlichen Herrschaften auf eidgenössischem Territorium. Einige Stichworte zu seinem kulturellen Reichtum: die 1226 erstmals erwähnte Schule, 1470 der erste datierte Schweizer Buchdruck, und eine reiche Musikaliensammlung mit eigens für das Stift geschriebenen Werken vom Mittelalter bis zur Klassik.
Die Stadt Luzern übernahm 1415 das Reichslehen der Kast- oder Schirmvogtei und erwarb 1420 das herrschaftlich dazugehörige Gebiet, das so genannte Michelsamt. Die lokale Herrschaft wurde nur unvollständig in die Landesherrschaft eingebunden. Das Stift besass in diesem territorial fast geschlossenen Gebiet neben seiner dominanten Stellung als Grundherr auch das Niedergericht, also Twing und Bann. Über die inkorporierten Pfarreien war es gleichzeitig der alleinige Zehntherr. Als eigentliche «Herrschaft in der Herrschaft» übte der Propst in Beromünster neben polizeilichen und militärischen Funktionen auch die hohe Gerichtsbarkeit aus, in der Landvogtei Michelsamt teilte er diese Aufgabe und Einkünfte mit dem städtischen Landvogt.
Das Michelsamt war weder die grösste noch die einträglichste Luzerner Landvogtei. Dennoch war für die Luzerner Obrigkeit das Stift besonders wichtig: Einerseits war es wegen seiner exponierten Lage an der Grenze zum bernischen, nach der Reformation andersgläubigen Aargau ein wichtiger Vorposten des katholischen Staates. Zusätzlich spielte das Stift herrschaftspolitisch eine wichtige Rolle.
In diesem Michelsamt verkörperte der Propst die Herrschaft, denn Luzern war weit weg, und die städtischen Landvögte waren selten anwesend. Der Propst war für die Militärorganisation verantwortlich. Er setzte im Namen des Stifts die Pfarrer und – in den reformierten Gebieten – die Prädikanten ein. Über seine Grundherrschaft war das Stift der grösste Grund- und Waldbesitzer im Michelsamt, fast jeder im Flecken Beromünster oder in den umliegenden Dörfern erhielt Haus und Hof als Lehen aus der Hand des Propstes.

## Landessender Beromünster

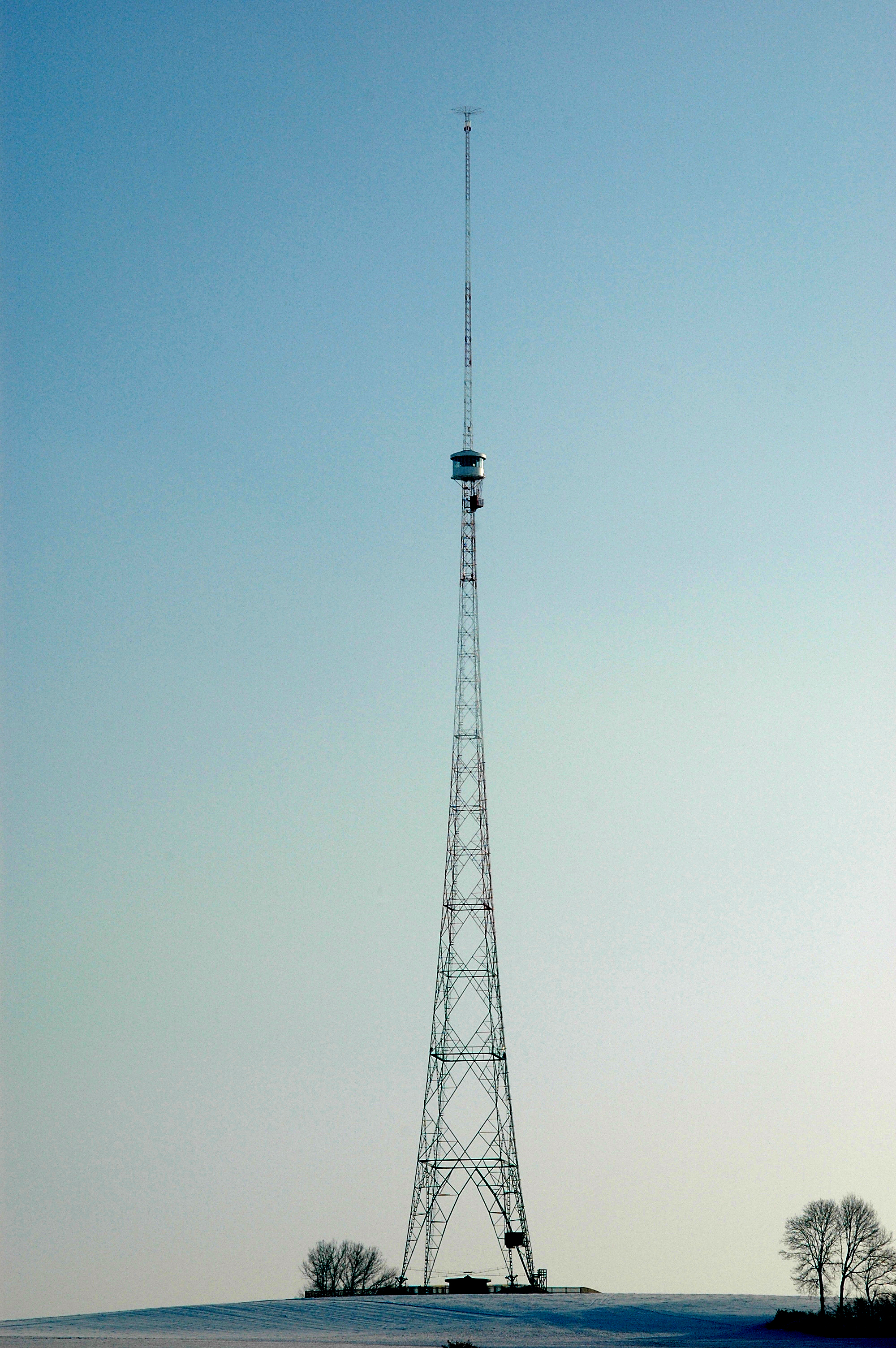
Der Blosenbergturm – der Sendeturm von Beromünster

Der früher in der Nachbargemeinde Gunzwil gelegene Landessender Beromünster wurde am 11. Juni 1931 eröffnet und mit dem 1937 errichteten Blosenbergturm erweitert. Auf diese Weise wurde Beromünster weitherum bekannt, zumal im Zweiten Weltkrieg, als die Geistige Landesverteidigung auch wesentlich auf dem neuen Propagandamedium Radio beruhte. Radio Beromünster, aus dem das Schweizer Radio DRS hervorging, auf Mittelwelle 529 kHz (ab 1978 531 kHz), war in weiten Teilen Europas zu empfangen.
Die Anlage verbreitete bis zum 28. Dezember 2008 um Mitternacht (MEZ) das Programm der DRS Musikwelle und wurde nach 77 Jahren am 31. Dezember 2008 um Mitternacht (MEZ) abgeschaltet und stillgelegt. 2011 wurde der Reservesendeturm kontrolliert gesprengt.

## Sehenswürdigkeiten
Die Stiftskirche St. Michael ist aus einem frühromanischen Bau hervorgegangen, dessen Proportionen trotz mehrerer Umbauten im Spätmittelalter und im Zeitalter des Barocks immer noch erkennbar sind. Kirche und Stiftsbauten bilden ein barockes Gebäudeensemble.
Am Auffahrtstag gibt es die Tradition eines Umrittes.

## Persönlichkeiten
- Helias Helye (um 1400 – 1475), Chorherr in Beromünster, druckte das erste datierte Buch der Schweiz
- Heinrich von Gundelfingen (1440/50–1490), Chorherr in Beromünster, gilt als ein Wegbereiter des Humanismus
- Hans Kaspar Schlee (1605–1674), Goldschmied
- Josef Felix Ineichen (1745–1818), Pfarrer und Pionier der Mundartliteratur
- Franz Joseph Stalder (1757–1833), Pfarrer, Pädagoge und Dialektologe
- Marian Herzog (1758–1828), Benediktinerpater im Kloster Einsiedeln und Oppositioneller gegen den Franzoseneinfall
- Jost Bernhard Häfliger (1759–1837), Pfarrer, Förderer des Landschulwesens und Pionier der Mundartliteratur
- Franz Bernhard Göldlin von Tiefenau (1762–1819), Stiftspropst in Beromünster, bewahrte das Stift in der Helvetik vor der Auflösung
- Ignaz Paul Vitalis Troxler (1780–1866), Arzt, Politiker und Philosoph
- Januarius I., Dangel, von Beromünster, Abt des Klosters Rheinau 1758–1775
- Jakob Kopp (1786–1859), Richter und Politiker, Nationalrat und Regierungsrat des Kantons Luzern
- Joseph Eutych Kopp (1793–1866), Historiker und Politiker
- Theodat Troxler (1822–1911), schweizerisch-argentinischer Mediziner und Politiker
- Josef Leopold Brandstetter (1831–1924), Arzt und Gelehrter
- Renward Brandstetter (1860–1942), Sprachwissenschafter und Theaterhistoriker
- Lorenz Rogger (1878–1954), Propst des Chorherrenstifts Beromünster
- Josef Vital Kopp (1906–1966), Schriftsteller und Priester
- Ludwig Hasler (* 1944), Philosoph und Publizist
- Pirmin Meier (* 1947), Kantonsschullehrer in Beromünster und Schriftsteller
- Ludwig Suter-Brun (1949–2022), Grafiker und Illustrator
- Alois Estermann (1954–1998), 31. Kommandant der Päpstlichen Schweizergarde
- Gertrud Galliker-Tönz (* 1954), Kantonsrätin (Grüne)
- Pia Fries (* 1955), Malerin und Hochschullehrerin
- Visu (Rapper) Vincenz Suter (* 1995), Rapper und Moderator

### Stift
- Anton Gössi: Beromünster (Stift). In: Historisches Lexikon der Schweiz.
- Helene Büchler-Mattmann: Das Stift Beromünster im Spätmittelalter 1313–1500. Beiträge zur Sozial- und Kulturgeschichte. Helyas, Beromünster 1976.
- Peter Eggenberger: Das Stift Beromünster. Ergebnisse der Bauforschung 1975–1983. Rex, Luzern 1986.
- Gregor Egloff: Herr in Münster: Die Herrschaft des Kollegiatstiftes St. Michael in Beromünster in der Luzerner Landvogtei Michelsamt am Ende des Mittelalters und in der frühen Neuzeit (1420–1700) (= Luzerner Historische Veröffentlichungen. Band 38). Schwabe, Basel 2003, ISBN 3-7965-1918-0.
- André Meyer: Stift und Stiftskirche St. Michael in Beromünster (= Schweizerische Kunstführer. Band 660/670). Hrsg. von der Gesellschaft für Schweizerische Kunstgeschichte. Bern 2000, ISBN 3-85782-669-X.